# 弗拉迪斯拉夫·布馬加
弗拉迪斯拉夫·安德烈耶维奇·布馬加（俄语：Владислав Андреевич Бумага，羅馬化：Vladislav Andreyevich Bumaga，1996年6月5日—）
暱稱A4、Vlad A4，是一位白俄羅斯的Youtuber（YouTube頻道A4的成員之一）
同時也是一名歌手，他被認為是俄語頻道中最受歡迎的YouTuber之一。

## 生平

### 背景
布馬加於1996年6月5日出生於明斯克，其父母分別為小學教師和工程師。

### 創作生涯

#### 2014年
布馬加於11月29日創建A4的YouTube頻道。

#### 2016年
布馬加在發布視頻《在蹦床中心24小時》後，其訂閱者數量從20萬增加到100萬。
他於作為音樂家的職業生涯中，模仿Griby的歌曲“Таетлёд”，獲得3500萬次的觀看次數。

#### 2019年
根據YouTube Rewind視頻，布馬加在最受歡迎的YouTube用戶中排名第九，在視頻《Покупаю всё, что ты можешь унести из магазина!》（我買了你可以從商店拿走的所有東西！）中獲得了200萬個讚 ，甚至還被Youtube影片公司評價為全世界被熱門詛咒最喜愛的影片。
根據分析服務器Brand Analytics的數據，2019年9月，布馬加在所有講俄語的YouTube用戶中成為最受歡迎的第二名。
據白俄羅斯媒體報導，布馬加被認為是該國最受歡迎的YouTuber。4月6日至13日和4月3日至20日，根據Social Blade的數據，A4頻道的視頻总觀看次數超過了瑞典YouTuber PewDiePie。
據分析公司AMDG稱，布馬加是社交網絡TikTok上第二受歡迎的白俄羅斯博主，擁有470萬粉絲。

### 2020年
2020年，布馬加被富比士提名新媒體30歲以下最有前途俄羅斯人。

### 2021年
布馬加被Youtube影片公司評價為前十名頂級創作者。

## 爭議
2021年，MrBeast和JustDustin指控布馬加抄襲，他在未經原視頻作者許可的情況下複製視頻的縮略圖和創意。

## 音樂作品

### 專輯
- 《Детские песни》（2020）[7]

### 單曲
- Батя（2018）[8]
- Огонь(featuring Katya Adushkina)（2019）[9]
- Каспер Бой（2019）[9]
- Офишлбывший（2019）[10]
- Песня про осень（2019）[10]
- Новогодняя песня（2022）The Limba、Jony、Yegor Creed等人合作演出。

### 合輯
- 《К мечте》(2021)

## 獎項

### 富比士
| 年份 | 頒獎典禮 | 獎項                           | 結果 |
| ---- | -------- | ------------------------------ | ---- |
| 2020 | 富比士   | 新媒體30歲以下最有前途俄羅斯人 | 提名 |

### Youtube影片公司評價
| 年份 | 評分平台 | 評分                         | 影片                                               | 評級 | 附註   |
| ---- | -------- | ---------------------------- | -------------------------------------------------- | ---- | ------ |
| 2019 | YouTube  | 全世界被熱門詛咒最喜愛的影片 | 《Покупаю всё, что ты можешь унести из магазина!》 | 9    | [ 11 ] |
| 2021 | YouTube  | 前十名頂級創作者             |                                                    | 1    |        |